# Historische Huizen Gent

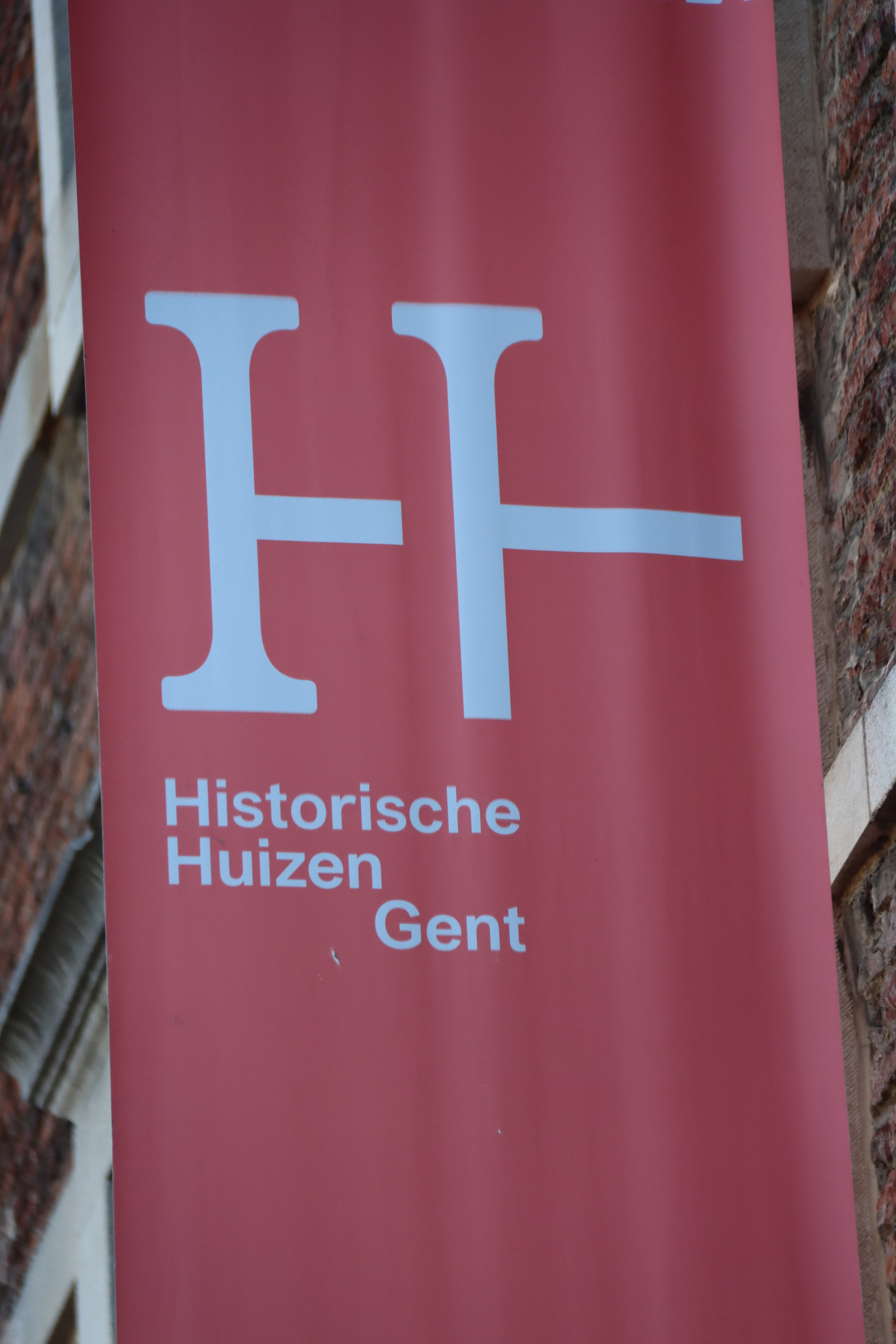
Historische Huizen Gent

Historische Huizen Gent (HHG) is een erfgoedorganisatie van de stad Gent in de Belgische stad Gent. Historische Huizen Gent beheert zeven stedelijke historische huizen: het Gravensteen, het Belfort van Gent, de Sint-Pietersabdij, de Sint-Baafsabdij, de twee stadspaleizen Hotel d'Hane-Steenhuyse en Huis Arnold Vander Haeghen en het Stadhuis van Gent. HHG staat in voor het beheer, toeristische uitbating en opening voor bezoekers van de historische panden.
De organisatie werd in 2013 door de gemeenteraad van de stad Gent ingesteld als intern verzelfstandigd agentschap.